# José García Cugat

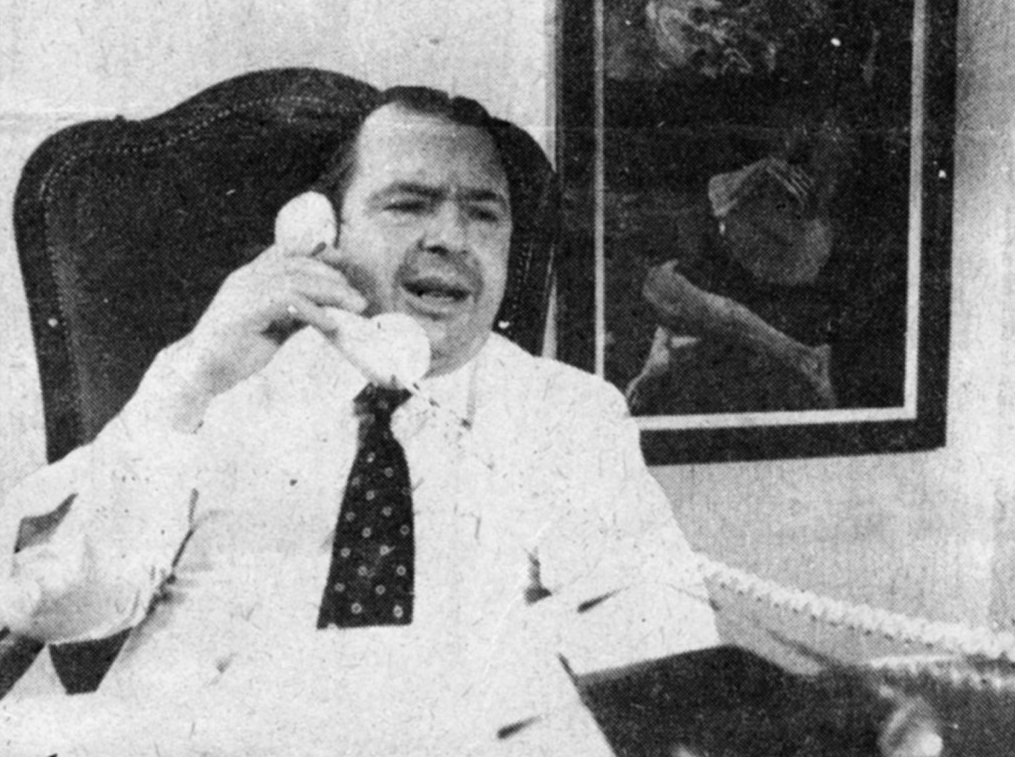
José Garcia Cugat

José Garcia Cugat (L'Aldea 1924 - Polinyà 1990)  Cirujano ortopeda y traumatólogo fundador y primer presidente  de la Asociación Española de Artroscopia, especialista en medicina deportiva.
Estudió medicina en la Universidad de Barcelona. Se licenció en 1951.
Durante su trayectoria profesional ejerció como médico en diferentes clubs de fútbol de Cataluña: La España Industrial, Club Deportivo Condal, Barcelona Atlètic y Fútbol Club Barcelona hasta 1980.
Para honrar su memoria en el año 2007 se creó la Fundación García Cugat para la investigación biomédica presidida por su hija la Doctora Montserrat García Balletbó.